# Jens-Volker Kronisch
Jens-Volker Kronisch (* 1949) ist ein deutscher Konteradmiral a. D. der Deutschen Marine.

## Leben
Jens-Volker Kronisch trat 1968 in die Bundesmarine ein (Crew X/68).
Als Kapitänleutnant war er von September 1978 bis September 1980 Kommandant vom Schnellboot S42 Iltis. Er nahm von 1980 bis 1982 an einem Admiralstabslehrgang an der Führungsakademie der Bundeswehr in Hamburg teil. Von Februar 1983 bis Februar 1985 war er Kommandant von der S67 Kondor.
Als Fregattenkapitän war er von 1992 bis 1994 Kommandeur des 7. Schnellbootgeschwaders bei der Schnellbootflottille. Von 1996 bis 1999 war er Kommandeur der Schnellbootflottille. Bis 2008 war er später Chef des Stabes im Einsatzführungskommando der Bundeswehr in Potsdam. Vom 18. Januar 2008 bis 27. Juni 2011 war er als Flottillenadmiral, später zum Konteradmiral befördert, Befehlshaber des Wehrbereichskommandos I. Anschließend ging er in den Ruhestand.